# Pietà in St-Pierre (Moulins)

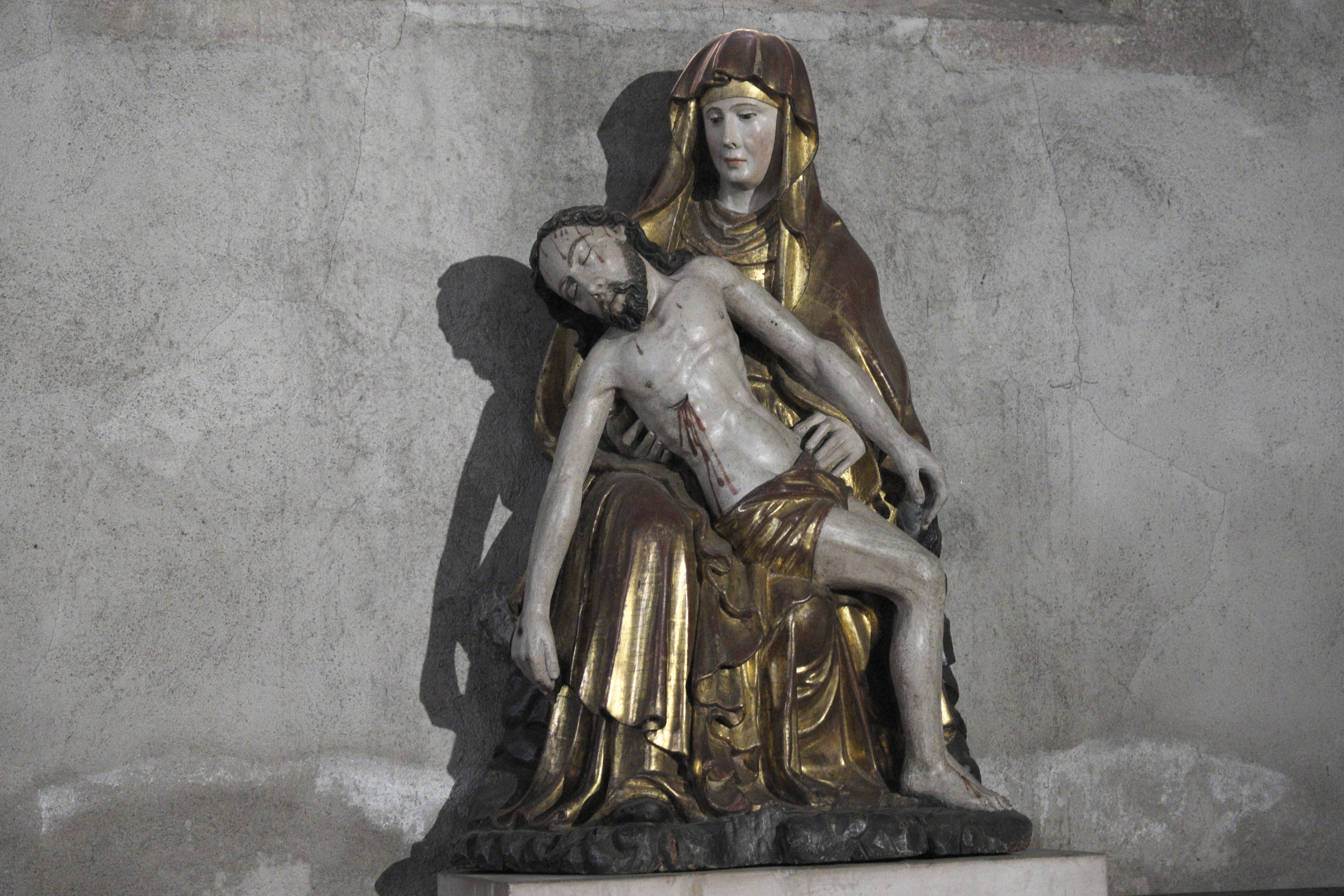
Pietà in der Kirche St-Pierre in Moulins

Die Pietà in der Kirche St-Pierre in Moulins, einer französischen Stadt im Département Allier der Region Auvergne-Rhône-Alpes, wurde im 16. Jahrhundert geschaffen. Im Jahr 1918 wurde die Pietà als Monument historique in die Liste der denkmalgeschützten Objekte (Base Palissy) in Frankreich aufgenommen.
Die hochformatige Skulpturengruppe aus Holz in der Marienkapelle zeigt Maria mit dem Leichnam Jesu auf den Knien. Maria trägt ein langes und weites Kleid mit vielen Falten. Die farbige Fassung wurde erneuert.  